# 그랑 생베르나르 호스피스

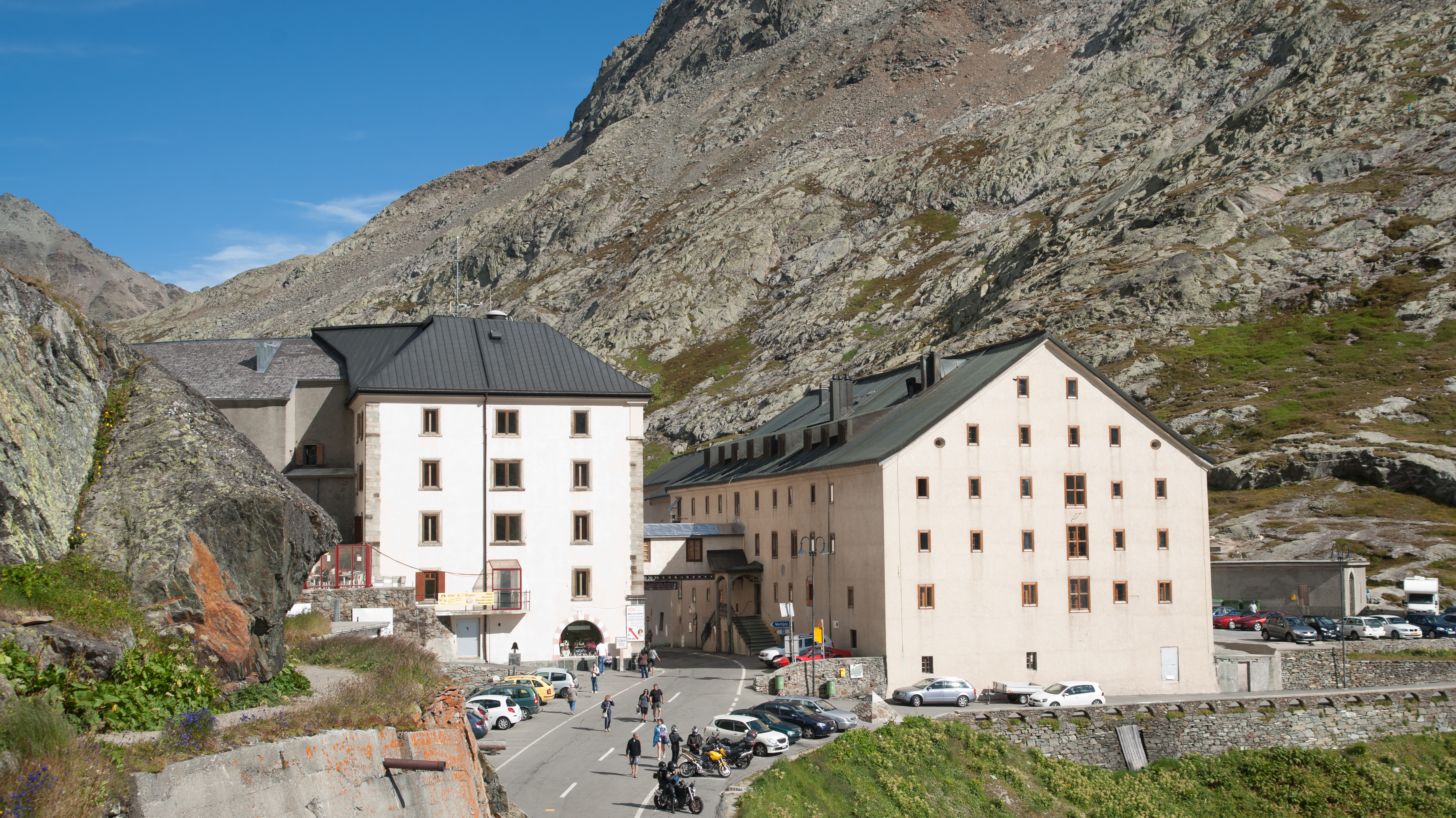
그랑 생베르나르 호스피스

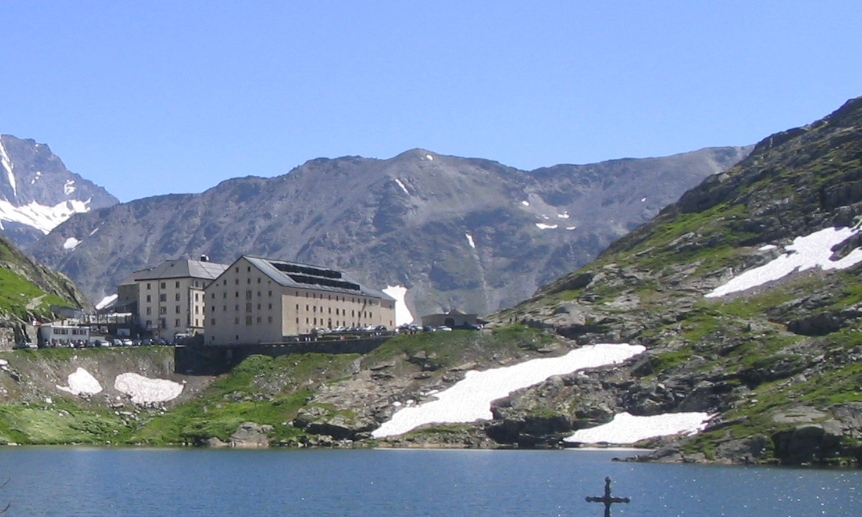
호수에서 본 풍경

그랑 생베르나르 호스피스(프랑스어: Hospice du Grand St-Bernard, 이탈리아어: Ospizio del Gran San Bernardo, 독일어: Hospiz auf dem Grossen St. Bernhard)는 스위스의 그랑 생베르나르 고개에 있는 여행자들을 위한 호스피스이자 호스텔이다. 멘톤의 베르나르도의 이름을 따서 명명되었다. 해발 2,469m 페나인 알프스에 있으며, 이탈리아 국경에서 북쪽으로 수백 미터 떨어져 있다. 이 호스피스는 스위스 발레주에 있는 부르-생피에르 지자체의 일부이다.

## 역사
최초의 호스피스 또는 수도원은 9세기에 부르생피에르에 세워졌으며, 812년 ~ 820년경에 처음으로 언급되었다. 이것은 10세기 중반, 아마도 그들이 생모리스를 점령한 날짜인 940년에 사라센의 침입으로 파괴되었다. 1050년경, 아오스타의 대주교인 멘톤의 베르나르도는 정기적으로 도착하는 여행자들이 공포에 질려 괴로워하는 것을 보고 그 지역에서 산적을 토벌하기로 결정했다. 그는 이를 염두에 두고 이후 자신의 이름을 따서 불리게 될 고개에 호스피스를 설립했다. (원래는 성 니콜라스에게 헌정되었다). 교회의 첫 번째 문헌 언급은 1125년의 문서에 있다. 호스피스는 시옹 주교의 관할 하에 놓였다. 발레주의 지사와 백작, 따라서 전체 고개가 현재 스위스 영토에 있는 이유를 설명한다.

### 세인트버나드
세인트버나드 견종은 호스피스에서 교배견으로 만들어졌으며, 아마도 1660년대와 1670년대에 발레주의 가문이 제공했을 것이다. 이 품종에 대한 최초의 명확인 언급은 1709년에 있었다. 이 품종은 원래 호스피스 경비견 용도로 사육되었으며, 이후 산악 구조견이 되었다. 세인트버나드는 깊은 눈을 잘 헤쳐나갈만큼 충분히 강했고, 길 잃은 여행자를 추적할 수 있는 뛰어난 후각을 가지고 있었다. 때문에 산악구조 역할을 위해 특별히 사육하고, 잘 훈련시켰다. 개가 수도원에서 사용되었다는 첫 번째 증거는 살바토르 로사가 1690년에 그린 두 점의 그림에서 찾을 수 있다.

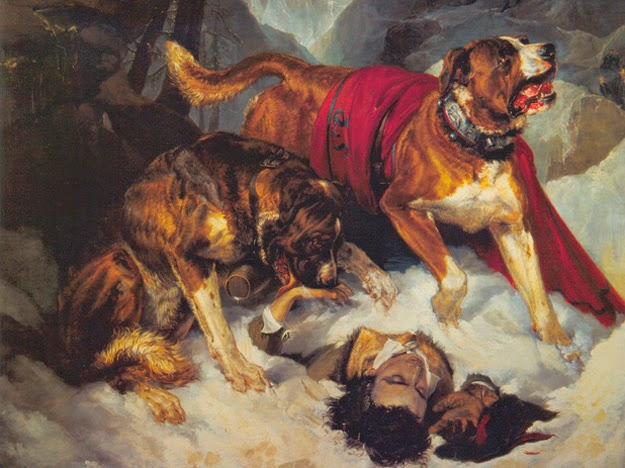
조난당한 여행자를 되살리는 알파인 마스티프, 에드윈 랜저 작, 세인트버나드가 브랜디통을 가지고 다닌다는 전설이 시작된 것으로 추정되는 그림

개는 종종 여행자를 소생시키기 위해 목에 작은 브랜디통을 매고 다니는 것으로 묘사된다. 이것은 일반적으로 19세기 신화인 것처럼 보이지만, 실제로 그랬던 개는 적어도 한 마리는 있었던 것 같다. 1823년에 출판된 토마스 비얼리의 《퍼시 일화》(The Percy Anecdotes)에는 다음과 같은 일화가 나타나며, 19세기의 다른 책에서 자주 인용되었다.

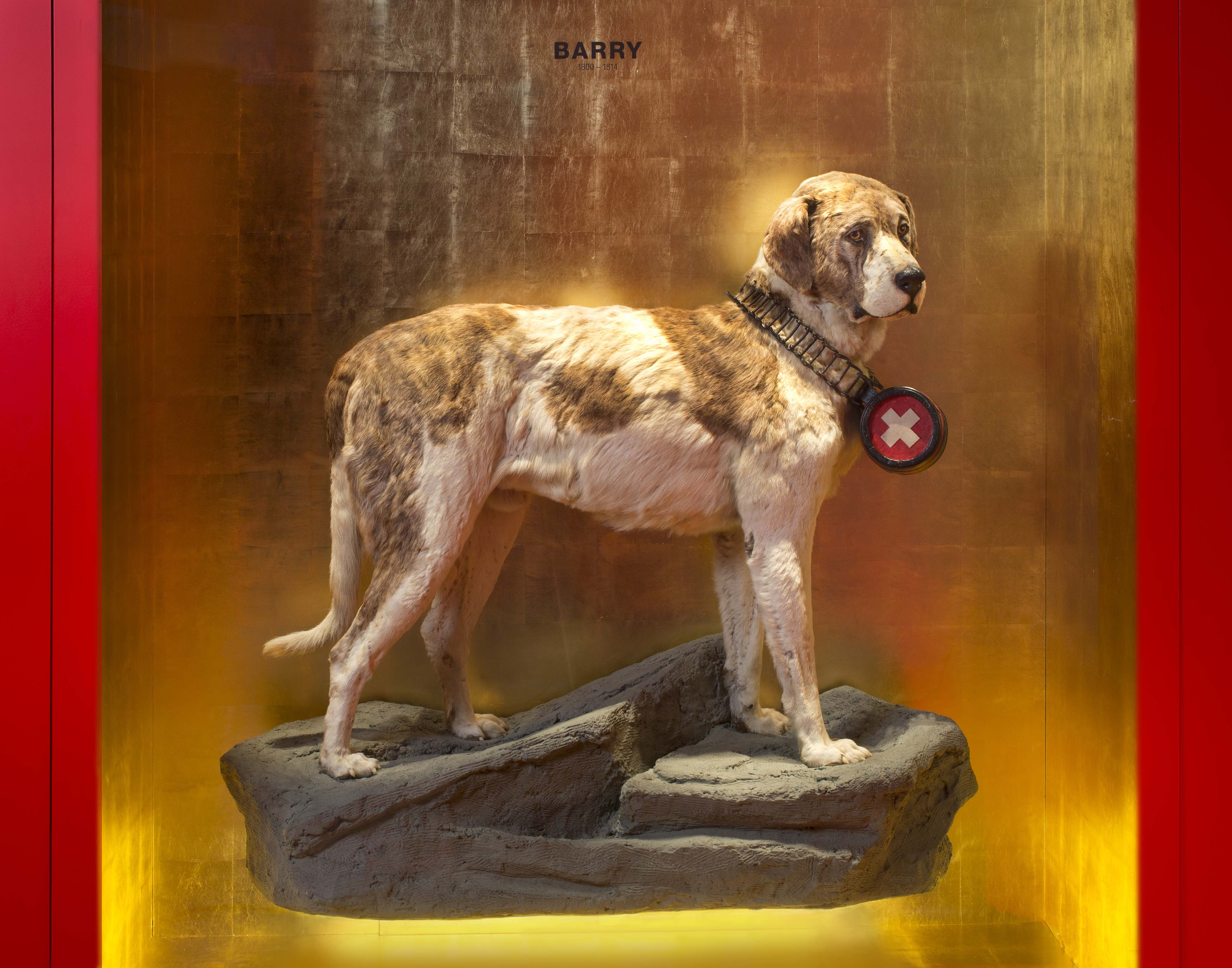
베른 자연사 박물관의 박제된 바리

| “ | 수도사들이 그들을 돕기 위해 기르는 개 품종은 ... 현명함과 충실함으로 오랫동안 유명해졌다. 그들 중 가장 오래되고 가장 많이 시도된 모든 사람들은 최근에 일부 불행한 여행자와 함께 눈사태 아래 묻혔다. 그러나 희망에 찬 강아지 3~4마리가 수녀원의 집에 남겨져 여전히 살아 있다. 더 이상 존재하지 않는 사람들 중 가장 유명한 것은 바리(Barry)라는 개였다. 이 동물은 12년 동안 병원에서 봉사했으며, 그 동안 40명의 생명을 구했다. 그의 열심은 지칠 줄 모르는 것이었다. 산이 안개와 눈으로 뒤덮일 때마다 그는 길 잃은 여행자를 찾아 나섰다. 그는 숨이 가빠질 때까지 짖는 데 익숙했고 가장 위험한 곳을 자주 모험했다. 추위에 마비된 여행자는 눈 속에서 몸을 일으키기에 자신의 힘이 부족하다는 것을 알았을 때, 수도사들을 찾으러 호스피스로 다시 달려갔다. 노화가 되어 활력이 떨어지자, 수녀원 원장은 보상으로 버니에서 그에게 연금을 주었다. 바리가 죽은 후 박제되어 그 도시의 박물관에 보관되었다. 산들 사이에서 발견한 조난자들의 소생을 위해 가지고 다녔던 작은 약병은 여전히 그의 목에 매달려 있다. | ” |

마지막으로 개가 사람을 구조한 것으로 기록된 것은 1955년이었지만, 2004년까지만 해도 18마리의 동물이 정서와 전통의 이유로 호스피스에서 사육하고 있었다. 2004년에 개 사육은 마르티니의 바리 재단에서 맡았고, 나머지 생베르나르 개들은 호스피스에서 그곳으로 옮겨졌다. 그 개들은 관광 명소로 남아 있으며, 많은 동물들이 여름 동안 마르티니에서 호스피스로 일시적으로 옮겨진다.

## 기념비
1800년 6월, 나폴레옹 보나파르트는 비록 드제가 예비군과 함께 알프스를 넘지 않았음에도 불구하고 마렝고 전투에서 사망한 루이 드제를 위한 호스피스에 기념비적인 무덤을 지을 것을 명령했다. 그의 시신은 1800년부터 1805년까지 밀라노에 안치되었으며, 당시 황제를 대표하는 루이 알렉상드르 베르티에의가 지켜보는 앞에서 호스피스에 묻혔다. 예배당에 세워진 기념비는 1829년에 옮겨져 현재 드제는 성녀 파우시티나에게 헌정된 제단 아래 익명으로 놓여 있다.

## 대중 문화
수도원은 1857년 찰스 디킨스의 소설 《작은 도릿》(Little Dorrit)의 한 챕터 배경이다. 여기서 추운 나그네들과 그들의 노새들이 밤을 지새우며, 성부들이 산에서 건져낸, 영안실에 있는 얼어붙은 정체불명의 시체들과 비교된다. 수도사가 관리하는 개와 일부 외곽 피난처도 언급된다. 1846년 디킨스는 그 장소를 방문하여 영안실을 보았고, 1846년 9월 6일자 친구이자, 전기 작가인 존 포스터에게 보낸 편지에서 그것을 설명했다. 스웨덴 작가이자 개혁가인 프레드리카 브레머도 호스피스를 방문하여 그녀의 경험을 《구세계에서의 삶》(Life in the Old World) 1권에 기록했다.